# Lars Juul
Lars Juul Hansen (født 1965) er en dansk trommeslager, komponist og underviser, der har medvirket på og skrevet musik til bl.a. jazztrioen Takuans cd Push to Participate (2000), der i 2001 modtog en Danish Music Award pris for "Årets Danske Overraskelse", og eksperimentaljazzgruppen Sound of Choices cd Rugby In Japan (2006), der blev positivt omtalt herhjemme og i Frankrig.